# 3720 Hokkaido
A 3720 Hokkaido (ideiglenes jelöléssel 1987 UR1) a Naprendszer kisbolygóövében található aszteroida. Ueda Szeidzsi és Kaneda Hirosi fedezte fel 1987. október 28-án.